# Dominique Nguyễn Chu Trinh
Dominique Nguyễn Chu Trinh (ur. 20 maja 1940 w Phú Nhai) – wietnamski duchowny rzymskokatolicki, biskup diecezjalny Xuân Lộc w latach 2004–2016, od 2016 biskup senior diecezji Xuân Lộc.

## Życiorys
Dominique Nguyễn Chu Trinh w urodził się 20 maja 1940 w Phú Nhai w prowincji Nam Định. Formację kapłańską otrzymał w niższym seminarium św. Józefa w Sajgonie (1960–1966). Święcenia prezbiteratu przyjął 29 kwietnia 1966.
Po święceniach pełnił następujące funkcje: 1966–1968: wikariusz parafii katedralnej; 1968–1978: wicedyrektor diecezjalnej Caritas; 1978–2004: wikariusz biskupi; 2000–2004: wikariusz generalny.
30 września 2004 papież Jan Paweł II prekonizował go biskupem diecezjalnym Xuân Lộc. 11 listopada 2004 otrzymał święcenia biskupie i odbył ingres do katedry Chrystusa Króla. Głównym konsekratorem był Paul Marie Nguyễn Minh Nhật, emerytowany biskup Xuân Lộc, któremu asystowali Thomas Nguyễn Văn Trâm, biskup pomocniczy Xuân Lộc i Joseph Hoàng Văn Tiệm, biskup diecezjalny Bùi Chu. Jako zawołanie biskupie przyjął słowa „Omnia propter animam Christi”.
7 maja 2016 papież Franciszek przyjął jego rezygnację z obowiązków biskupa diecezjalnego Xuân Lộc.